# Wushu tại Đại hội Thể thao Đông Nam Á 2011
Wushu tại Đại hội Thể thao Đông Nam Á năm 2011 được tổ chức tại Istora Senayan, thành phố Jakarta, Indonesia, từ ngày 17 đến 20 tháng 11 năm 2011 . Môn võ này bao gồm hai phân môn chính: biểu diễn quyền (taolu) và đôí kháng (sanshou). Đoàn chủ nhà Indonesia xếp vị trí nhất toàn đoàn với 8 huy chương vàng.

## Bảng huy chương
| Hạng                | Đoàn                | Vàng | Bạc | Đồng | Tổng số |
| ------------------- | ------------------- | ---- | --- | ---- | ------- |
| 1                   | Indonesia           | 8    | 3   | 3    | 14      |
| 2                   | Việt Nam            | 4    | 3   | 5    | 12      |
| 3                   | Malaysia            | 3    | 3   | 5    | 11      |
| 4                   | Philippines         | 2    | 4   | 3    | 9       |
| 5                   | Myanmar             | 1    | 2   | 3    | 6       |
| 6                   | Thái Lan            | 1    | 0   | 3    | 4       |
| 7                   | Singapore           | 1    | 0   | 2    | 3       |
| 8                   | Lào                 | 0    | 4   | 1    | 5       |
| 9                   | Brunei              | 0    | 1   | 1    | 2       |
| 10                  | Campuchia           | 0    | 0   | 1    | 1       |
| Tổng số (10 đơn vị) | Tổng số (10 đơn vị) | 20   | 20  | 27   | 67      |

## Tóm tắt kết quả

### Biểu diễn nam
| Nội dung                       | Vàng                                    | Bạc                                                                   | Đồng                                                                  |
| ------------------------------ | --------------------------------------- | --------------------------------------------------------------------- | --------------------------------------------------------------------- |
| Trường quyền                   | Aldy Lukman · Indonesia                 | Trần Xuân Hiệp · Việt Nam                                             | Achmad Hulaefi · Indonesia                                            |
| Nam quyền                      | Heryanto · Indonesia                    | Phạm Quốc Khánh · Việt Nam                                            | Kevan Cheah Peng · Malaysia                                           |
| Đao thuật / Côn thuật          | Achmad Hulaefi · Indonesia              | Nguyễn Mạnh Quyền · Việt Nam                                          | Ong Shi Chuan · Malaysia                                              |
| Nam đao / Nam côn              | Kevan Cheah Peng · Malaysia             | Koo Chee Zhong · Malaysia                                             | Wai Phyo Aung · Myanmar                                               |
| Thái cực quyền / Thái cực kiếm | Lee Yang · Malaysia                     | Daniel Parantac · Philippines                                         | Nguyễn Thanh Tùng · Việt Nam                                          |
| Duilian                        | Myanmar · Kyaw Zin Thet · Wai Phyo Aung | Philippines · John Keithley Chan · Engelbert Addongan · Eleazar Jacob | Singapore · Jaryl Tay Wei Sheng · Fung Jin Jie · Samuel Seah Kah Yeap |

### Đối kháng nam
| Hạng cân | Vàng                          | Bạc                               | Đồng                                 |
| -------- | ----------------------------- | --------------------------------- | ------------------------------------ |
| 52 kg    | Phithak Paokrathok · Thái Lan | Khamla Soukaphone · Lào           | Dembert Arcita · Philippines         |
| 52 kg    | Phithak Paokrathok · Thái Lan | Khamla Soukaphone · Lào           | Trần Văn Kiên · Việt Nam             |
| 56 kg    | Phan Văn Hậu · Việt Nam       | Benjie Rivera · Philippines       | Yusak Kristiawan · Indonesia         |
| 56 kg    | Phan Văn Hậu · Việt Nam       | Benjie Rivera · Philippines       | Prasongsuk Khainchatturat · Thái Lan |
| 60 kg    | Mukhlis · Indonesia           | Phoxay Aphaylath · Lào            | Veng Vi Reak · Campuchia             |
| 60 kg    | Mukhlis · Indonesia           | Phoxay Aphaylath · Lào            | Supachai Laorueang · Thái Lan        |
| 65 kg    | Mark Eddiva · Philippines     | Youne Victorio Senduk · Indonesia | Tin Lin Aung · Myanmar               |
| 65 kg    | Mark Eddiva · Philippines     | Youne Victorio Senduk · Indonesia | Lê Văn Thế · Việt Nam                |
| 70 kg    | Eduard Folayang · Philippines | Udon Khanxay · Lào                | Agus Suprayitno · Indonesia          |
| 70 kg    | Eduard Folayang · Philippines | Udon Khanxay · Lào                | Wong Wei Jian · Malaysia             |

### Biểu diễn nữ
| Nội dung                       | Vàng                                                    | Bạc                                          | Đồng                                                                      |
| ------------------------------ | ------------------------------------------------------- | -------------------------------------------- | ------------------------------------------------------------------------- |
| Trường quyền                   | Nguyễn Mai Phương · Việt Nam                            | Susyana Tjhan · Indonesia                    | Hoang Thi Phuong Giang · Việt Nam                                         |
| Nam quyền                      | Ivana Adelia Irmanto · Indonesia                        | Tai Cheau Xuen · Malaysia                    | Faustina Woo Wai Sii · Brunei                                             |
| Kiếm thuật / Thương thuật      | Susyana Tjhan · Indonesia                               | Sandi Oo · Myanmar                           | Dương Thúy Vi · Việt Nam                                                  |
| Nam đao / Nam côn              | Tai Cheau Xuen · Malaysia                               | Dessy Indri Astuti · Indonesia               | Diana Bong Siong Lin · Malaysia                                           |
| Thái cực quyền / Thái cực kiếm | Lindswell Kwok · Indonesia                              | Ng Shin Yii · Malaysia                       | Valerie Wee Ling En · Singapore                                           |
| Duilian                        | Singapore · Tao Yi Jun · Emily Sin Min Li · Tay Yu Juan | Brunei · Lee Ying Shi · Faustina Woo Wai Sii | Philippines · Nastasha Enriquez · Kathylynne Sabalburo · Kariza Kris Chan |

### Đối kháng nữ
| Hạng cân | Vàng                       | Bạc                           | Đồng                          |
| -------- | -------------------------- | ----------------------------- | ----------------------------- |
| 48 kg    | Nguyễn Thị Bích · Việt Nam | Hla Hla Win · Myanmar         | Rhea May Rifani · Philippines |
| 48 kg    | Nguyễn Thị Bích · Việt Nam | Hla Hla Win · Myanmar         | Chutdao Chaimala · Thái Lan   |
| 56 kg    | Tân Thị Lý · Việt Nam      | Mariane Mariano · Philippines | Douangchay Thalengliep · Lào  |
| 56 kg    | Tân Thị Lý · Việt Nam      | Mariane Mariano · Philippines | Su Hlaing Oo · Myanmar        |
| 60 kg    | Moria Manalu · Indonesia   | Paloy Barckkam · Lào          | Pei Pin Tang · Malaysia       |